# 熊本市電水前寺線
水前寺線（すいぜんじせん）は、熊本県熊本市中央区の水道町停留場から水前寺公園停留場までを結ぶ、熊本市交通局（熊本市電）の軌道路線。
水道町 - 味噌天神前間の道路は路面電車を敷設するため整備された。

## 路線データ
- 路線距離（営業キロ）：2.4km
- 軌間：1435mm
- 電停数：7（起終点含む）
- 複線区間：全線複線
- 電化区間：全線電化（直流600V）

## 運行形態
- ■A系統（田崎橋 - 健軍町）- 水前寺線全区間を4 - 7分間隔で運行
- ■B系統（上熊本 - 健軍町）- 水前寺線全区間を7 - 11分間隔で運行

## 歴史
- 1924年（大正13年）8月1日：水道町 - 水前寺（現在の水前寺公園）間が開業。新屋敷町・大江車庫前・味噌天神前・水前寺駅通・水前寺（現・水前寺公園）各停留場が開業。
- 1935年（昭和10年）
  - 2月：大江車庫前停留場を電気局前停留場に、水前寺駅前停留場を水前寺駅通停留場に改称。
  - 3月26日：九品寺停留場が開業。
- 1943年（昭和18年）12月28日：新屋敷町・九品寺・国府各停留場が廃止（国府停留場は後に再開業）。
- 1944年（昭和19年）6月1日：電気局前停留場を交通局前停留場に改称。
- 1945年（昭和20年）5月6日 健軍線開業にともない水前寺停留場を移設。
- 1950年（昭和25年）以前：新屋敷町停留場跡に郵政局前停留場が開業。
- 1959年（昭和34年）10月1日：郵政局前停留場が電報局前停留場に改称。
- 2002年（平成14年）4月1日：電報局前停留場が九品寺交差点停留場に改称。
- 2011年（平成23年）3月1日：水前寺駅通停留場を新水前寺駅前停留場に改称[1]。

## 停留場一覧
- 全停留場が熊本県熊本市中央区に所在。

| 番号 | 停留場名           | 駅間 キロ | 累計 キロ | 接続路線                             |
| ---- | ------------------ | --------- | --------- | ------------------------------------ |
| 12   | 水道町停留場       | -         | 0.0       | 熊本市電：幹線                       |
| 13   | 九品寺交差点停留場 | 0.5       | 0.5       |                                      |
| 14   | 交通局前停留場     | 0.3       | 0.8       |                                      |
| 15   | 味噌天神前停留場   | 0.5       | 1.3       |                                      |
| 16   | 新水前寺駅前停留場 | 0.4       | 1.7       | 九州旅客鉄道：■豊肥本線 ⇒ 新水前寺駅 |
| 17   | 国府停留場         | 0.3       | 2.0       |                                      |
| 18   | 水前寺公園停留場   | 0.4       | 2.4       | 熊本市電：健軍線                     |

### 廃止された電停
- 九品寺停留場 - 1935年3月26日開業、1943年12月28日廃止。